# Município de Zrnovci
Zrnovci (em macedônio/macedónio:  Зрновциⓘ) é um município situado no leste da Macedônia do Norte. Zrnovci é também o nome homônimo para uma vila localizada no município. O lugar pertence à Região do Leste do país. 

## Geografia
O município faz fronteira com os municípios de Vinica ao leste, Kočani ao norte, Češinovo-Obleševo ao oeste e Karbinci ao sul.

## Demografia
De acordo com o censo realizado em 2002 no país, Zrnovci tinha uma população de 3,264 residentes. Grupos étnicos no muniípio:
- Macedônios - 3.247 (99.5%)
- Outros.

## Locais
Há 3 lugares habitados localizados no município. 
- Morodvis
- Vidovište
- Zrnovci